# Liverpool Football Club 1965-1966
Questa voce raccoglie le informazioni riguardanti il Liverpool Football Club nelle competizioni ufficiali della stagione 1965-1966.

## Maglie e sponsor
La divisa per le gare interne divenne, in via definitiva, completamente rossa.
| Casa | Trasferta |  |

## Rosa
| N. |                        | Ruolo | Calciatore           |
| -- | ---------------------- | ----- | -------------------- |
|    | Scozia (bandiera)      | P     | Tommy Lawrence       |
|    | Inghilterra (bandiera) | P     | Billy Molyneux       |
|    | Inghilterra (bandiera) | D     | Gerry Byrne          |
|    | Inghilterra (bandiera) | D     | Chris Lawler         |
|    | Inghilterra (bandiera) | D     | Tommy Lowry          |
|    | Inghilterra (bandiera) | D     | Ronnie Moran         |
|    | Inghilterra (bandiera) | D     | Tommy Smith          |
|    | Scozia (bandiera)      | D     | Ron Yeats (capitano) |
|    | Inghilterra (bandiera) | C     | Ian Callaghan        |
|    | Inghilterra (bandiera) | C     | Gordon Milne         |

| N. |                        | Ruolo | Calciatore       |
| -- | ---------------------- | ----- | ---------------- |
|    | Scozia (bandiera)      | C     | Willie Stevenson |
|    | Inghilterra (bandiera) | C     | Peter Thompson   |
|    | Scozia (bandiera)      | C     | Gordon Wallace   |
|    | Inghilterra (bandiera) | A     | Alf Arrowsmith   |
|    | Inghilterra (bandiera) | A     | Phil Chisnall    |
|    | Scozia (bandiera)      | A     | Bobby Graham     |
|    | Inghilterra (bandiera) | A     | Roger Hunt       |
|    | Scozia (bandiera)      | A     | Ian St. John     |
|    | Inghilterra (bandiera) | A     | Geoff Strong     |

## Risultati

### FA Charity Shield
| Arbitro: | Finney |

|                   |           |                         |
| Best 28’ Herd 81’ | Marcatori | 38’ Stevenson 86’ Yeats |

### Coppa delle Coppe
| Arbitro: | Zsolt |

|              |           |  |
| Leoncini 81’ | Marcatori |  |

| Arbitro: | Heymann |

|                       |           |  |
| Lawler 20’ Strong 25’ | Marcatori |  |

| Arbitro: | Lacoste |

|                             |           |            |
| Lawler 2’, 49’ Thompson 72’ | Marcatori | 57’ Storme |

| Arbitro: | Banasiuk |

|              |           |                       |
| Claessen 43’ | Marcatori | 51’ Hunt 57’ St. John |

| Budapest 1º marzo 1966, ore 16:00 CET Quarti di finale - Andata | Honvéd       | 0 – 0 referto | Liverpool | NEP Stadion (16 163 spett.)\| Arbitro: \| Wlachoyannis \| |
| Arbitro:                                                        | Wlachoyannis |               |           |                                                           |

| Arbitro: | Buchelli |

|                         |           |  |
| Lawler 28’ St. John 47’ | Marcatori |  |

| Arbitro: | Glöckner |

|            |           |  |
| Lennox 52’ | Marcatori |  |

| Arbitro: | Hannet |

|                      |           |  |
| Smith 61’ Strong 67’ | Marcatori |  |

| Arbitro: | Schwinte |

|                      |           |          |
| Held 61’ Libuda 107’ | Marcatori | 68’ Hunt |